# Cadeau de mariage
 (mars 2024).
Si vous disposez d'ouvrages ou d'articles de référence ou si vous connaissez des sites web de qualité traitant du thème abordé ici, merci de compléter l'article en donnant les références utiles à sa vérifiabilité et en les liant à la section « Notes et références ».

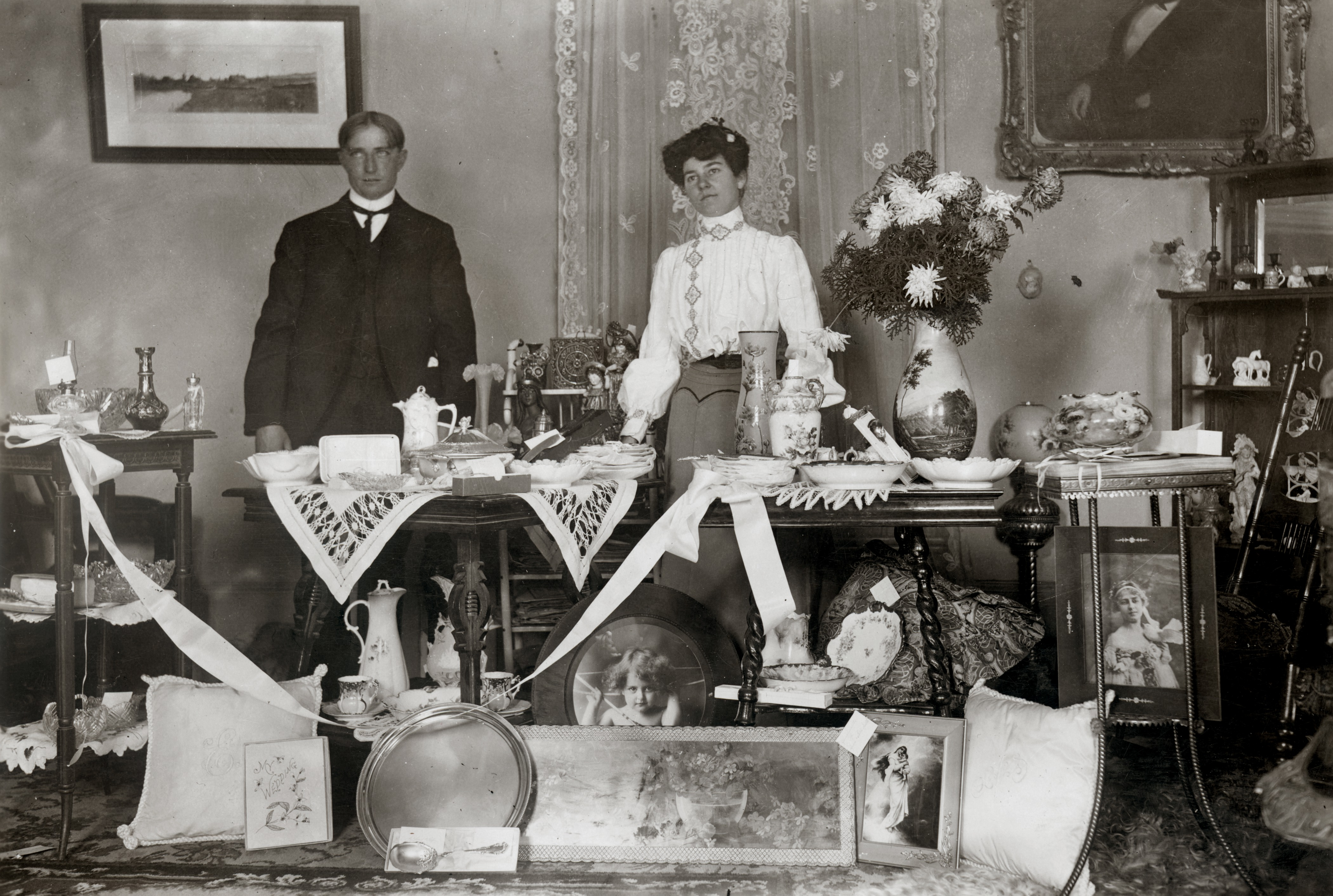
Un couple entouré de cadeaux de mariage vers 1900.

Un cadeau de mariage est un présent fait par des tiers à un couple qui se marie, généralement à l'occasion des noces. En 1918, Pablo Picasso offrit par exemple à Guillaume Apollinaire et sa femme, en guise de cadeau de mariage, une toile cubiste appelée L'Homme à la guitare aujourd'hui conservée à la Kunsthalle de Hambourg.